# Arthur Hagmeier
Ludwig Arthur Hagmeier (* 17. Juli 1886 in Oberacker; † 20. Juli 1957 in Kiel) war ein deutscher Meeresbiologe.

## Leben
Hagmeier wurde als Sohn des Hauptlehrers Georg Ludwig Hagmeier und der Juliane Kern geboren. Er besuchte die Gymnasien in Durlach und Pforzheim und legte 1905 das Abitur ab. Im Anschluss studierte er Naturwissenschaften in Ruprecht-Karls-Universität Heidelberg und der Friedrich-Wilhelms-Universität zu Berlin. Er legte 1910 das Staatsexamen für den höheren Schuldienst ab und wurde 1911 in Heidelberg zum Dr. phil. promoviert. Danach war er Wissenschaftlicher Hilfsarbeiter für den Bereich Meeresforschung an der Königlichen Preußischen Biologischen Anstalt auf Helgoland. 1918 ging er an das Fischereibiologische Institut Konstantinopel. Er kehrte 1919 als Kustos für Zoologie an die Staatliche Biologische Anstalt auf Helgoland zurück und war von 1934 bis 1953 deren Direktor.
In der Zeit des Nationalsozialismus war Hagmeier im Oktober 1933 in die SA eingetreten und wurde auch Mitglied im Nationalsozialistischen Beamtenbund. Eine ausgesprochen nationalsozialistische Rede aus dem Jahr 1934 ist erhalten. Durch die Mitglieder-Aufnahmesperre der NSDAP und Widerstände seiner ebenfalls politisch-engagierten Mitarbeiter im Institut (Ortsgruppenleiter Karl Meunier, Kustos Helmuth Hertling) gegen ihren Vorgesetzten konnte er erst 1939 in die Partei aufgenommen werden; den Antrag hatte er schon 1937 gestellt.

## Ehrungen
- 1953: Verdienstkreuz (Steckkreuz) der Bundesrepublik Deutschland
- Das Gästehaus der Biologischen Anstalt auf der Insel Helgoland wurde nach Hagmeier benannt.